# Neomochtherus alpinus
Neomochtherus alpinus là một loài ruồi trong họ Asilidae. Neomochtherus alpinus được Meigen miêu tả năm 1820.